# Marca Inferior

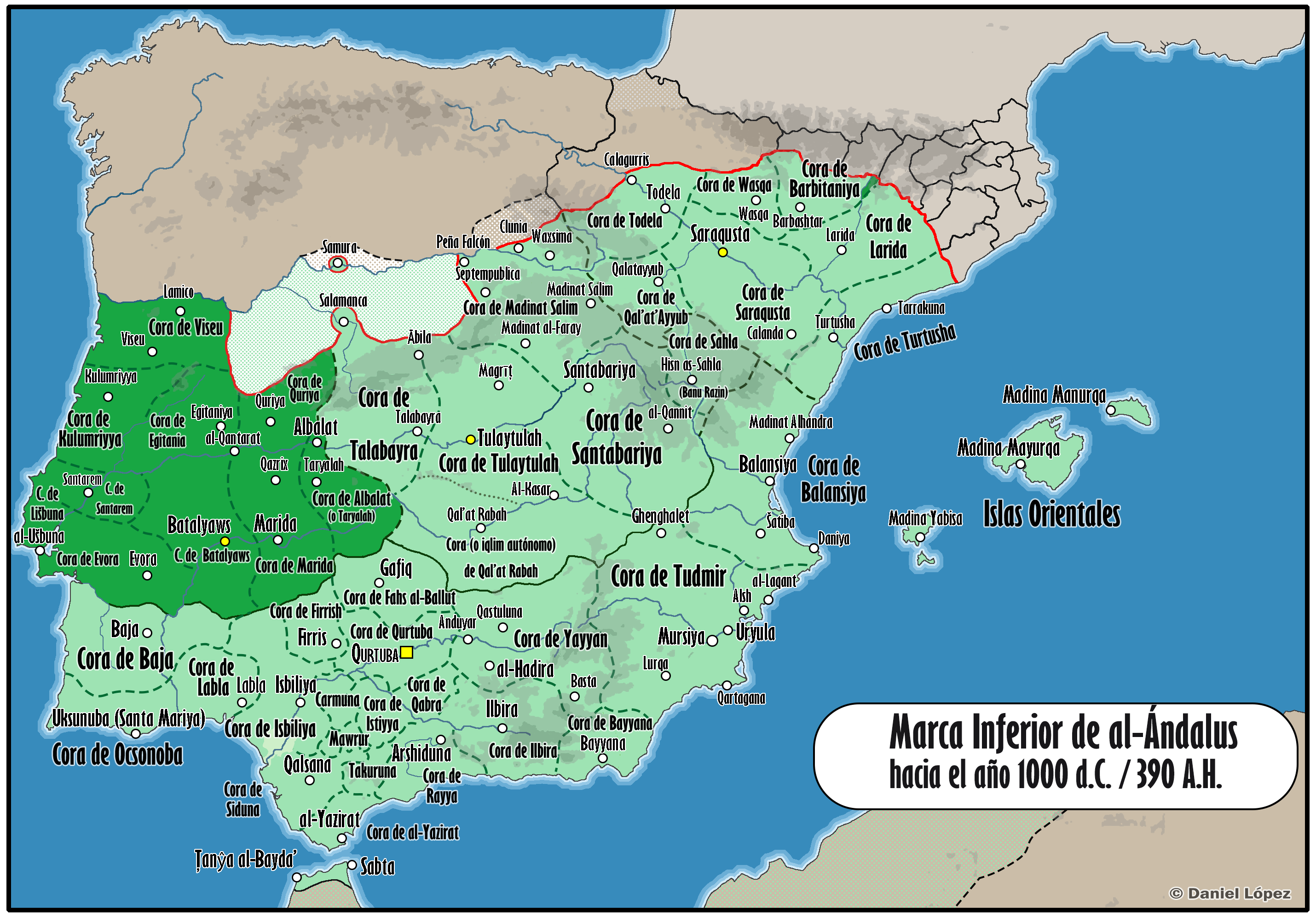
La Marca Inferior en un mapa del califato de Córdoba.

La Marca Inferior (en árabe: الثغر الأدنى‎ al-ṯaġr al-adnā, 'frontera' o 'marca inferior') era una división administrativa y militar del oeste de al-Ándalus. Se extendía entre el río Guadiana y el océano Atlántico, ocupando el territorio de la actual comunidad autónoma española de Extremadura y parte de Portugal. Tenía su centro administrativo en la ciudad de Mérida.
Como las otras marcas andalusíes —la Marca Media y la Marca Superior—, la Marca Inferior estaba en constante alarma militar debido a su naturaleza fronteriza y su relativa vulnerabilidad a las incursiones cristianas. 

## Coras de la Marca Inferior
La Cora de Mérida, se extendía por la totalidad de la Marca, hasta el océano Atlántico, con capital en la ciudad de Mérida, que le daba nombre, o en Badajoz, según la época. Era una de las más extensas y económicamente pujante, aunque su cercanía a la frontera cristiana le daba un carácter predominantemente militar. Tras la disolución del Califato, se convirtió en la Taifa de Badajoz.
La posible Cora de al-Lišbūna (Lisboa), podría haber sido en realidad un iqlim dependiente de Mérida, puesto que también la estructura de estos tenía un cadí al frente de su administración judicial, a pesar de que hay constancia de que gozó de autonomía en 808-809, tras la rebelión de Tumlus.